# Бишоп, Эрик де
Эри́к де Бишо́п (фр. Éric de Bisschop, 23 октября 1891, Эр-сюр-ла-Лис, Па-де-Кале, Франция — 30 августа 1958 атолл Ракаханга, острова Кука) — французский путешественник, этнограф, исследователь Полинезии, писатель. Известен благодаря своим плаваниям на каноэ «Каимилоа» и плоту «Таити-Нуи», являлся сторонником автохтонной теории этногенеза полинезийцев.

## Биография

### Ранняя жизнь
Эрик де Бишоп родился в аристократической семье и унаследовал титул барона. С детства он интересовался морем, поэтому в юношеском возрасте родители отдали его учиться на океанографа. Однако эта чиновничья работа не устраивала Эрика, и во время Первой мировой войны, в 1914 году, записавшись добровольцем на флот, он  стал капитаном французского тральщика. Вскоре его корабль был потоплен, сам капитан был спасён патрульным судном. После этого Эрик перешёл в авиацию. Однажды его самолёт из-за неисправности упал в море, а сам Эрик был спасён лётчиком разведывательного гидроплана. До 1918 года он пробыл в госпитале. После войны Эрик женился и стал предпринимателем в области строительства. В 1927 году он купил судно и занялся доставкой леса из западной Африки, однако во время шторма судно перевернулось и затонуло.

### «Фоу-По» I и II
В том же 1927 году Эрик развёлся с женой и уехал в Китай, где поступил в полицейский корпус, позднее став личным консультантом китайского генерала. В 1932 году Эрик де Бишоп, желая изучить тихоокеанские течения, построил джонку «Фоу-По». Взяв в спутники своего сослуживца Жозефа Татибуэ, в ноябре 1932 года на этой джонке он вышел в море, но через пять дней судно потерпело крушение возле острова Тайвань. Экипаж был спасён местными жителями.
Вернувшись в Китай, Эрик построил новою джонку «Фоу-По II», которая оказалась более удачной. Было решено пройти весь Тихий океан с востока на запад, чтобы изучить течения и проверить гипотезу о возможных плаваниях полинезийцев в этих водах. Джонка вышла в море в февpaлe 1933 года. Чтобы изучить ширину течения, джонке пришлось идти зигзагами, что вызвало недовольство Татибуэ. Убедившись в том, что полинезийцы не могли проплывать здесь, и обнаружив на корабле червей-шашней, Эрик отремонтировал джонку на острове Серам и решил для пополнения кассы продать китайский антиквариат. В июле 1934 года судно было повреждено во время шторма и прибито к берегам Новой Гвинеи, где путешественникам помогли туземцы. Спустя некоторое время (в февpaле 1935 года) «Фоу-По II» вновь вышла в плавание.
Вскоре после плавания Татибуэ окончательно устал и потребовал высадить его на берег, что и произошло 22 июля. Ближайшей землёй был атолл Джалуит, находившийся под властью Японии. Японцы негативно относились к иноземцам, Эрик предупредил Татибуэ об этом, но тот не стал слушать. В результате японский комендант арестовал экспедицию и потребовал от них признания в том, что они американские шпионы. 7 aвгустa, не добившись признания, власти отпустили пленников и велели им убираться с острова. Тогда Эрик решил высадить Татибуэ на Гавайях. Однако в море выяснилось, что во время поисков доказательств японцы вскрыли все продукты, в результате чего те испортились. Положение стало критическим. На протяжении месяца путешественники питались сухарями. В конце концов, 25 oктября 1935 года им удалось подойти к Молокаи, oдномy из Гавайскиx островов; Эрика и Татибуэ спасли местные жители. Однако 27 oктября джонка была разбита штормом. Несмотря на это, Эрик де Бишоп тут же peшил построить новое судно по полинезийскому образцу.

### «Каимилоа»
С Молокаи oни отправились в Гонолулу, где с мapтa 1936 пo мapт 1937 года занимались постройкой судна. Это было спаренное каноэ длиной 11,58 м. Судно было названо «Каимилоа» в память об одной из таитянских легенд.
В Гонолулу Эрик встретил женщину, которую он называл Папалеаиаина, хотя настоящее имя её было Констанс Констебл (Constance Constable); они сблизились. В период испытаний (в ноябре 1936 года) Эрик де Бишоп решил вернуться во Францию вместо того, чтобы продолжать свои исследования, которыми не хотелось заниматься Татибуэ.
B марте 1937 года судно было готово к выходу в море. Плавание имело фантастический успех. Путь от Гавайев до островов Уоллис был пройден за месяц, а на 59-й день каноэ достигло Кейптауна. Далее путешествие проходило менее удачно: возле мыса Доброй Надежды «Каимилоа» снесло к границе полярных льдов, в результате путь от Кейптауна до Танжера занял примерно 100 дней. Тем не менее, это был рекордный срок для подобного судна. Это плавание доказало превосходство полинезийской мореходной техники над европейскими аналогами. Средняя скорость «Каимилоа» составила более ста миль в сутки, что также является высоким показателем. Из Танжера каноэ добралось до конечного пункта — Канн (май 1938 года). Всего путешествие заняло 264 дня.

### «Каимилоа-Вакеа» и Гавайи
В Каннах Татибуэ, довольный, что наконец отделался от Эрика, покинул лодку. Папалеаиаинa приехала из Гонолулу сначала в Танжер, а затем и в Канны. В конце 1938 года они с Эриком поженились. В 1939 году, пока в Бордо строилось новое судно, вышла в свет книга «Каимилоа».
14 июня 1940 года новое судно «Каимилоа-Вакеа» вышло из Бордо и взяло курс на Тихий океан, к Маркизским островам. Однако уже через неделю каноэ попало под испанский пароход в порту Лас-Пальмас-де-Гран-Канария и затонуло. Эрик де Бишоп, который так и не научился плавать, был спасён своей женой. Желая вернуться в южные моря, путешественник получил должность консула в Гонолулу от правительства Виши (в то время оно не рассматривалось как марионеточное, многие даже видели в Петене спасителя Франции) и отправился на Гавайи. Но вскоре после того, как правительство Виши окончательно потеряло престиж, Эрик де Бишоп был арестован как японский шпион и пробыл в тюрьме до конца войны.

### Южные моря
В 1945 году, после выхода из тюрьмы, тяга к морю вновь завладела Эриком. Сблизившись с владельцем торгового судна, джонки «Чэньхэ», совершавшей плавания во Французскую Полинезию (куда и мечтал попасть исследователь), Эрик принял решение совершать рейсы, совмещая таким образом коммерцию и научную деятельность. Вернувшись в хорошем настроении после первого рейса, он узнал, что дело оказалось убыточным. Вместо того чтобы вновь отправить Эрика в плавание, его компаньон собрался обратиться в суд. Поняв, что обретённая свобода под угрозой, и уже побывав в тюрьме, Эрик решил любой ценой избежать ареста. Тогда вместе с одним авантюристом он ночью пробрался на борт «Чэньхэ» и отплыл в южные моря.
Сначала, оказавшись в любимой Полинезии, Эрик де Бишоп со своим новым компаньоном торговал копрой. Именно в это время он познакомился с Бенгтом Даниельссоном, вскоре ставшим его лучшим другом. Однако вскоре «Чэньхэ» продали, и Эрик устроился землемером на архипелаг Тубуаи, где вёл мирную жизнь, занимаясь топографическими съёмками и сельским хозяйством. Позднее Даниельссон писал:

Я был убеждён, как и все, что возраст взял наконец своё и Эрик ушёл на покой. На самом деле оказалось, что он уединился на некоторое время на острове Тубуаи только для того, чтобы подготовиться к очередному и самому большому в его жизни морскому путешествию.

### «Таити-Нуи I»
В 1956 году Эрик де Бишоп принялся за строительство своего нового судна — бамбукового плота. Он собирался проплыть на нём от острова Таити до побережья Южной Америки, спустившись до 40° ю. ш. Таким образом Эрик хотел опровергнуть теорию Тура Хейердала о заселении Полинезии с запада и доказать, что между народами существовал культурный обмен, но именно полинезийцы достигали берегов Южной Америки, а не наоборот. Вскоре определился экипаж плота. В него вошли: друг Эрика, Фрэнсис Коуэн, молодой француз Мишель Брэн (Мишель в это время готовился к свадьбе, и Эрик боялся, что он изменит своё решение, но невеста уговорила его участвовать). Также в команду вошли брат Мишеля Ален и чилиец Хуанито. В Папеэте у экспедиции был свой связист, Ролан д'Ассинье (ФО-8-АД)), раздражавший путешественников перекличками и неверными прогнозами. Плот был назван «Таити-Нуи» (великий остров Таити). Отплытие состоялось 8 ноября 1956 года. Местные жители подарили путешественникам кур, трёх котят-талисманов и свинью. Плавание началось удачно, только перед островом Пасхи пришлось сделать крюк. Вскоре ситуация изменилась: 9 мая 1957 года разразился очень сильный шторм. Позднее выяснилось, что шторм подобной силы бывает раз в 50 лет. Команде удалось справиться с бурей, но тяжёлой ценой: были сильно повреждены палуба и остов плота. «Таити-Нуи» мог продолжать плавание, но нового шторма он бы не выдержал. Эрик де Бишоп решил не рисковать и попросить отбуксировать плот до архипелага Хуан - Фернандес для ремонта. Отправленный радиосигнал о помощи был пойман радиолюбителем. На следующий день путешественники с удивлением узнали, что «Таити-Нуи» разбит и на борту трое раненых, кроме того, были даны неправильные координаты. Экипажу удалось связаться с другим радиолюбителем и уточнить координаты. Вскоре к плоту подошло чилийское судно «Бакедано» и взяло «Таити-Нуи» на буксир. Однако из-за высокой скорости, которую не мог выдержать плот, произошёл ряд осложнений. В результате он дважды врезался в корабль. После второго столкновения плот окончательно разбился, и было принято решение покинуть «Таити-Нуи».

### «Таити-Нуи II»

Экипаж «Таити-Нуи II». В заднем ряду: Ханс Фишер, Жан Пелиссье. В переднем ряду: Ален Брюн, Хуанито Бугеньо

«Бакедано» прибыл в Вальпараисо 25 июня 1957 года. В Чили путешественников встречали, как героев. Тем не менее, Эрик твёрдо решил строить новый плот, на этот раз из кипариса. Параллельно он писал диссертацию о мореплавании полинезийцев и художественную книгу — «Таити-Нуи» о первом плавании. С самого начала возникли проблемы как с материалом, так и с экипажем будущего плота: сразу по прибытии на Таити Мишель Брен уехал к своей невесте, а добравшийся, наконец, в Чили Хуанито отправился к матери. Покинул Эрика и Франсиско Коуэн, о чём жалел до конца жизни. Ален Брен вынужден был руководить постройкой плота один. Эрик занялся написанием книги и набором экипажа. Несмотря на недостаток рук, благодаря энтузиастам и участию местных властей плот удалось закончить к февралю 1958 года. Тогда же определился экипаж: кроме Алена и Эрика, в экспедицию вошли французский океанолог Жан Пелиссье, его друг чилийский немец Ханс Фишер и вернувшийся Хуанито. 15 февраля 1958 года  плот, названный «Таити-Нуи II», был спущен на речку Мауле, откуда ему предстояло выйти в Тихий океан и совершить испытательное плавание вдоль берега Южной Америки от Конститусьона до Кальяо. Уже при испытании стало ясно, что новый экипаж уступает старому: Жан, тяжело воспринимавший безобидное подтрунивание Эрика, решил показать себя, занявшись подводной охотой, и чуть не остался за бортом. Эрик не смог не подшутить над этим, а Ханс встал на защиту друга, в результате команда разделилась на два лагеря.
27 марта был достигнут Кальяо, где были проведены необходимые работы, а 13 апреля 1958 года «Таити-Нуи II» вышел в открытое море. Плавание начиналось спокойно. Жизнь на «Таити-Нуи» напоминала жизнь на «Кон-Тики»: плот шёл примерно с той же скоростью, и первая половина пути до Таити была пройдена за 6 недель. Однако вскоре ситуация изменилась: 4 июня разразился шторм, нанёсший небольшие повреждения плоту, после чего раскололся руль. Вскоре Эрик де Бишоп заболел (возможно, обострилось воспаление лёгких, которым он страдал ещё до плавания), кроме того, плот начал постепенно оседать, и экипажу пришлось перебраться на крышу каюты. Ветер всё время менялся, и вскоре стало понятно, что до Таити доплыть не удастся. В ночь с 26 на 27 июня  на плот нахлынула огромная волна. Это имело катастрофические последствия: плот опустился почти на метр, потерял плавучесть и стал намного хуже управляться, кроме того, волна смыла большую часть припасов. Положение стало крайне опасным. Совсем больной к тому времени, Эрик передал командование Алену, и было принято решение двигаться к ближайшему атоллу Восток. Со временем появилась ещё одна проблема — деморализация и ссоры в команде. Хуанито отказался исполнять свои обязанности и нести вахту. Жан и Ханс стремились построить лодку и попытаться на ней достигнуть Маркизских островов. 13 июля рядом с «Таити-Нуи II» прошёл пароход, но на нём не заметили плот. Следующую неделю плот продолжал оседать. Хуанито вёл себя всё более странно — он намеревался построить лодку и после отказа стал угрожать товарищам. Пришлось установить за ним слежку, однако спустя некоторое время он всё же отказался от своих намерений и помирился с товарищами.

### «Таити-Нуи III» и гибель
После того как стало понятно, что плот не доплывёт даже до ближайшей суши, было решено разобрать старый плот и построить новый «Таити-Нуи» прямо в открытом море. Эрик де Бишоп предложил хорошо продуманный план нового плота, и команда принялась за постройку. Однако вскоре после спуска «Таити-Нуи III» Эрику стало хуже, и он окончательно устранился от дел на плоту. После нескольких неудачных попыток 29 августа удалось подойти близко к атоллу Ракаханга, и ночью 30 августа плот был готов причалить к острову. Однако когда спасение казалось очевидным, плот налетел на риф и перевернулся. Когда экипаж очнулся, выяснилось, что плот был разбит, а найденный Эрик — мёртв. По заключению врачей, смерть наступила в результате травмы затылочной части головы и перелома шейного отдела позвоночника, полученного в момент опрокидывания плота. Больше из команды никто не погиб.
Остров Ракаханга оказался обитаем, и об остальных членах экипажа вскоре позаботились. Тело Эрика де Бишопа было похоронено сперва на Ракаханге, а затем, по настоянию его вахине Теритарии, было перезахоронено на Руруту, где он жил с ней до последнего плавания.

## Интересные факты
- До конца жизни Эрик де Бишоп не учился плавать, так как считал, что он обязательно утонет, если научится.[10]
- Все суда, капитаном которых был Эрик, заканчивали жизнь кораблекрушением. Единственное исключение — джонка «Чэньхэ», которую он продал.
- После постройки «Таити-Нуи III» был также построен «Таити-Нуи IV» в качестве лодки на крайний случай, но его не пришлось использовать по назначению[9].
- В 2008 году почта Французской Полинезии выпустила почтовую марку, посвящённую пятидесятилетию смерти Бишопа (Yt #842)[16].